# Orkanen (byggnad)

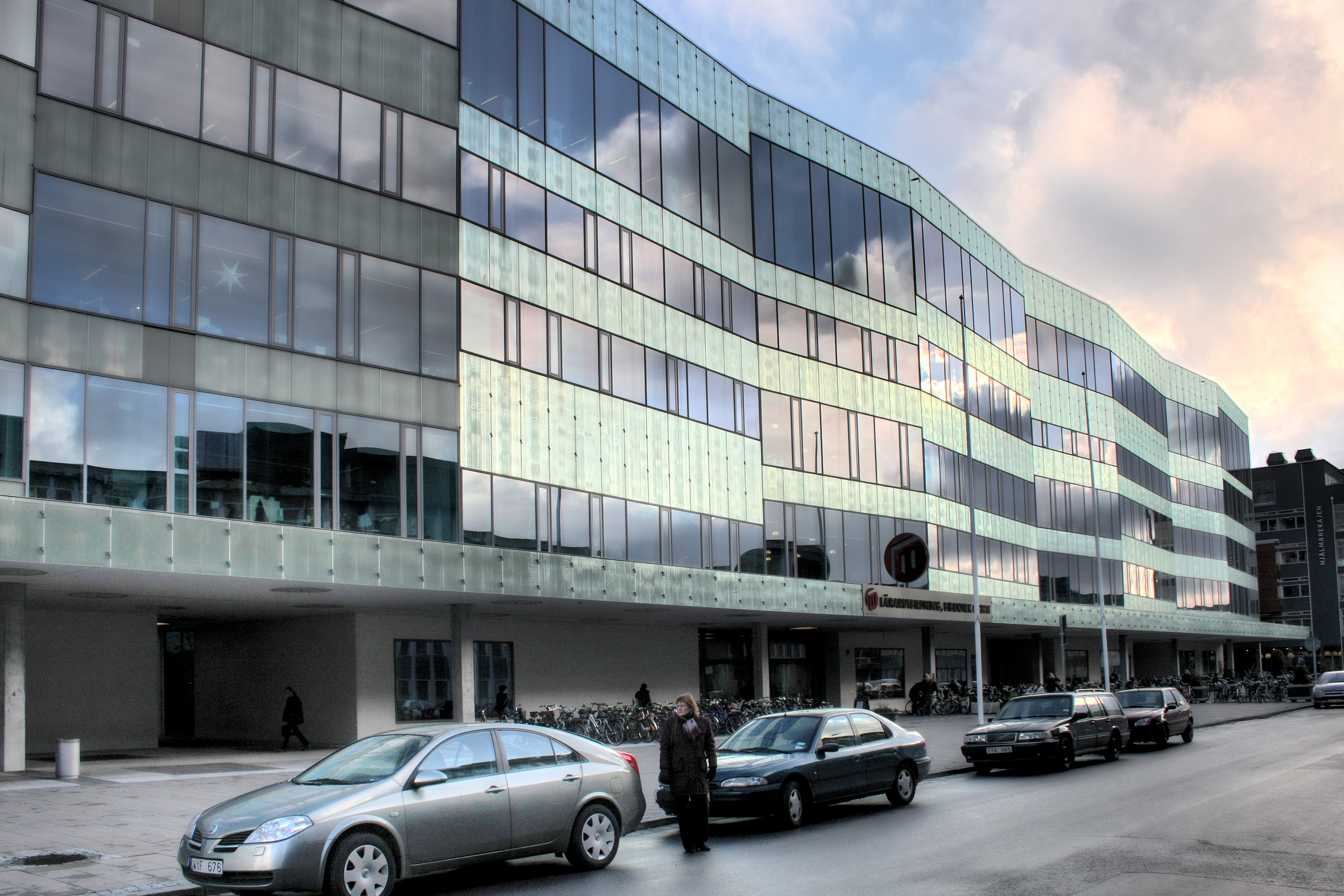
Orkanens fasad mot Nordenskiöldsgatan

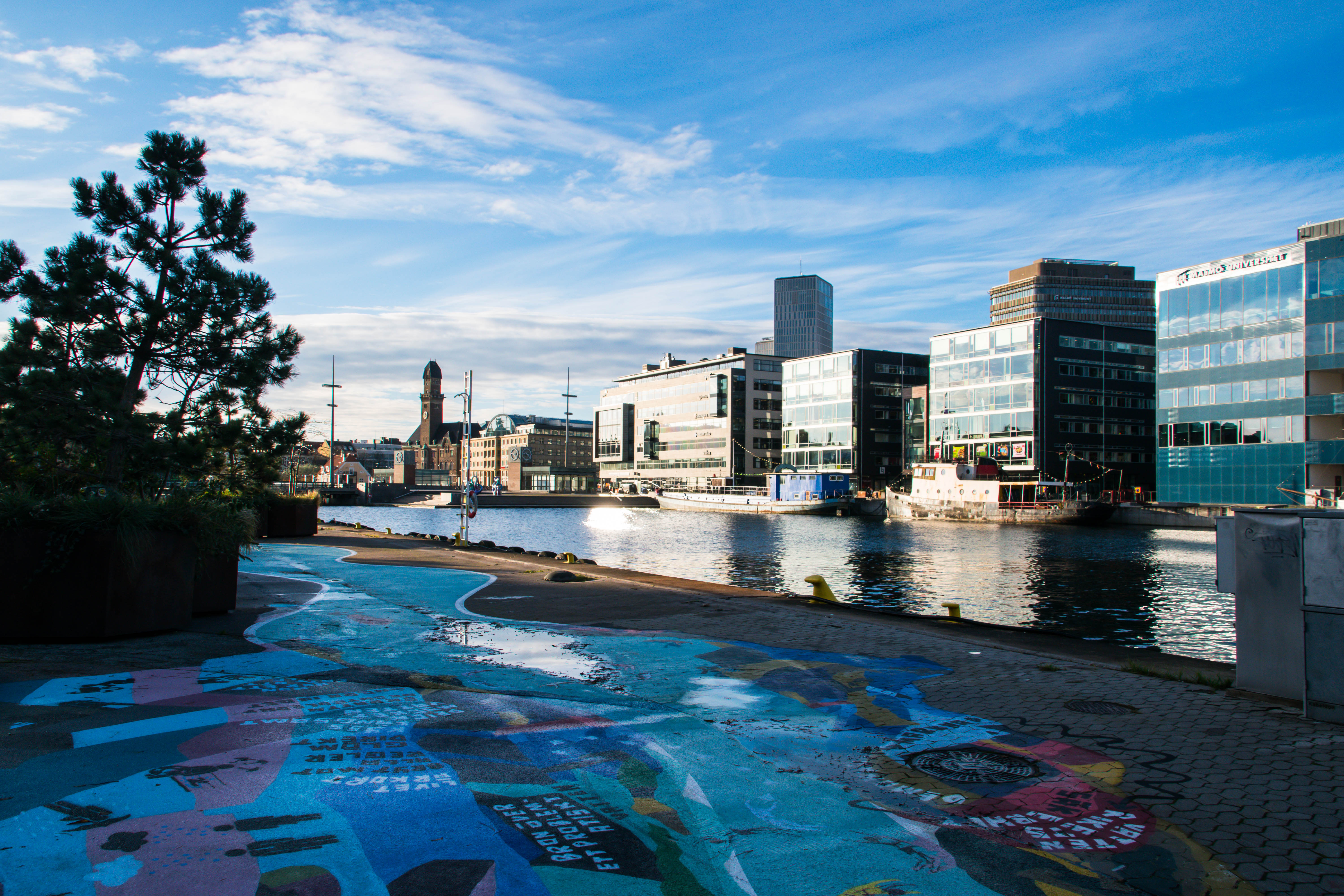
Orkanens fasad mot kanalen

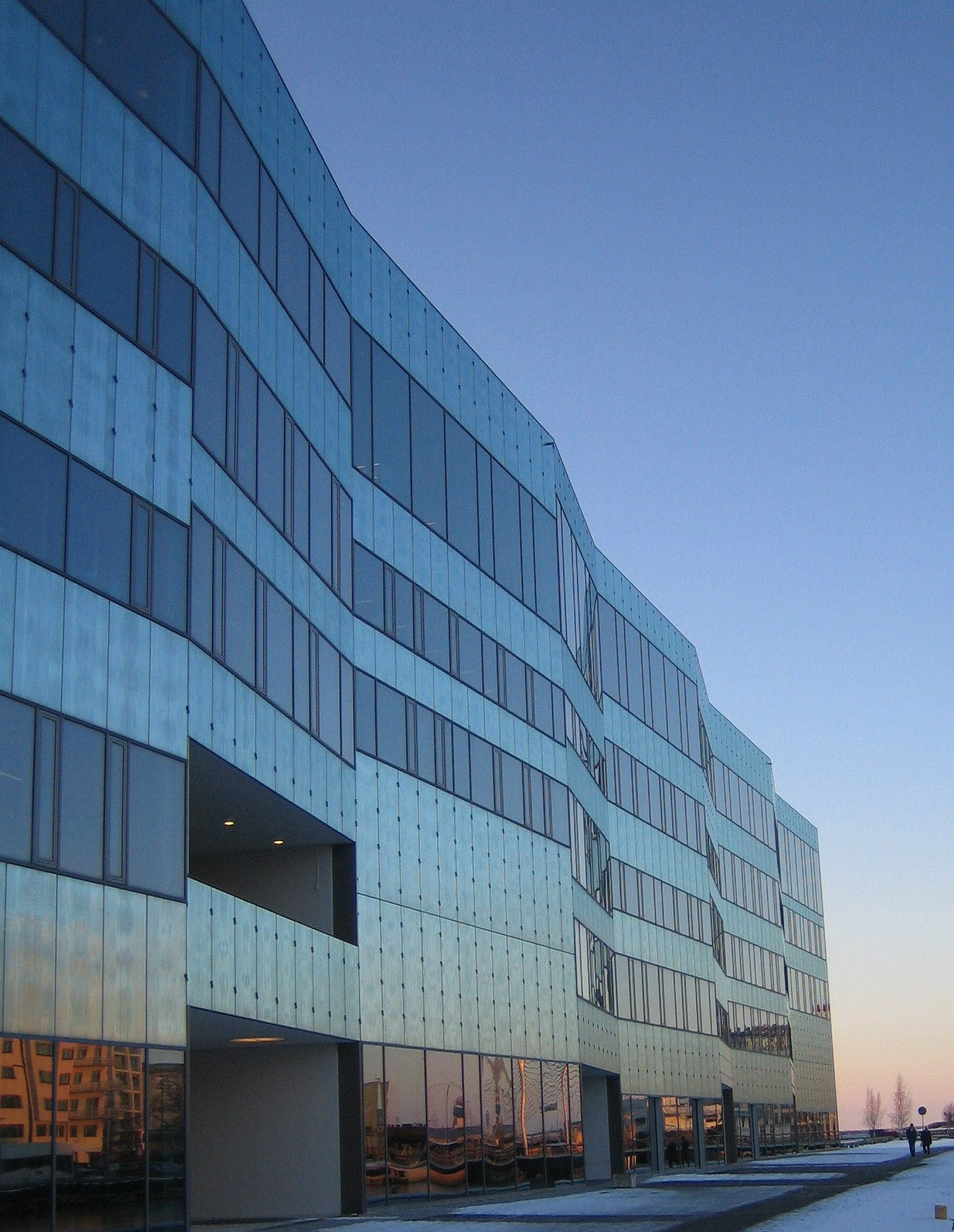
Orkanens fasad mot Hjälmarekajen

Orkanen är en byggnad som används av Malmö universitet. Byggnaden ligger på Hjälmarekajen på Universitetsholmen i Malmö. Här finns lärarutbildning och Malmö universitetsbibliotek. Orkanen blev klar sommaren 2005 och invigdes under augusti månad. Den kostade uppemot 600 miljoner kronor att bygga.

## Byggnadsprocessen
Processen för att få till stånd en ny byggnad började 1997. Den schweiziska arkitektbyrån Diener & Diener vann en internationell arkitekttävling, som skulle komma att bidra till utbyggnaden av högskoleområdet i Malmö. 1999 startade Malmö högskola planeringen för att bygga Orkanen. Man var tvungen att hitta någon som kunde bygga huset för att sedan hyra ut det, eftersom[källa behövs] svenska myndigheter inte får äga sina byggnader. 2002 avslutades upphandlingsarbetet sedan regeringen givit Malmö högskola ett godkännande att ingå ett 20-årigt hyreskontrakt. Deutsche Bank/DIL Nordic fick uppdraget att bygga huset.[källa behövs] Arkitektbyrån Diener & Diener stod för ritningarna utvändigt och Fojab Arkitekter i Lund stod för ritningar invändigt.

## Byggnaden
Eftersom Orkanen är byggd på mark som ägs av Malmö stad och står mycket synlig för Malmöborna, nära centralstationen, har man tänkt mycket på byggnadens utseende. Orkanens fasad består av  ljusgrönt glas mot en mörkgrön bakgrund. Glasen gör att den gröna nyansen varierar från mörkgrön framifrån till mer ljusgrön och skimrande med ökad betraktningsvinkel. Byggnaden har stora mörktonade fönster. Taket är platt med två lådformade påbyggnader i grå plåt. Fasaden är dekorerad med ord och fraser på olika språk. De har tagits fram av högskolans Konst-, kultur- och kommunikation (K3):s direktör. Tanken är att individen ska stanna upp för att betrakta och reflektera.
Orden som smyckar fasaden är uppdelade i tre delar. Den första delen är citat som är hämtade från malmöfödde poeten Hjalmar Gullbergs dikt ”Bara de riktiga orden” och från malmörapparen Timbuktus sång ”Ett brev”. Den andra delen speglar Malmö högskolas internationella anknytning, med orden ”kunskap” och ”frihet” på olika språk. Den tredje delen är ett flertal ord så som ”lyssna tänka tala”, ”integritet självkänsla stolthet”, ”glädje allvar”, ”empati aspektseende” och ”broderskap systerskap medmänsklighet”. Bokstäverna, som är 30 centimeter höga, är gjorda i rostfritt stål och har placerats innanför glaset. Alla ord och fraser på fasaden skiftar uttryck alltefter dygnets timmar, väder och egna rörelser.
Byggnaden är tänkt att kunna användas av någon annan hyresgäst om högskolan inte skulle vilja vara kvar efter 20 år. Därför är Orkanen enkel i sin struktur, ytorna invändigt är stora och luftiga. Takhöjden varierar mellan 3, 6 och 8 meter. De största lokalerna på Orkanen är aulan för 400 personer, föreläsningssal för 200 personer, lärosal för 100 personer och idrottssal för 100 personer. Orkanen består egentligen av sex byggnader som är sammanbyggda med fem innergårdar emellan. Byggnaden har fem plan. Den är 150 meter lång och 60 meter bred.
Orkanen vann stadsbyggnadspriset år 2006, då den har blivit en symbol för Malmö universitet (dåvarande Malmö högskola) och dessutom för stadens omvandling.

## Lärarutbildningen på Orkanen

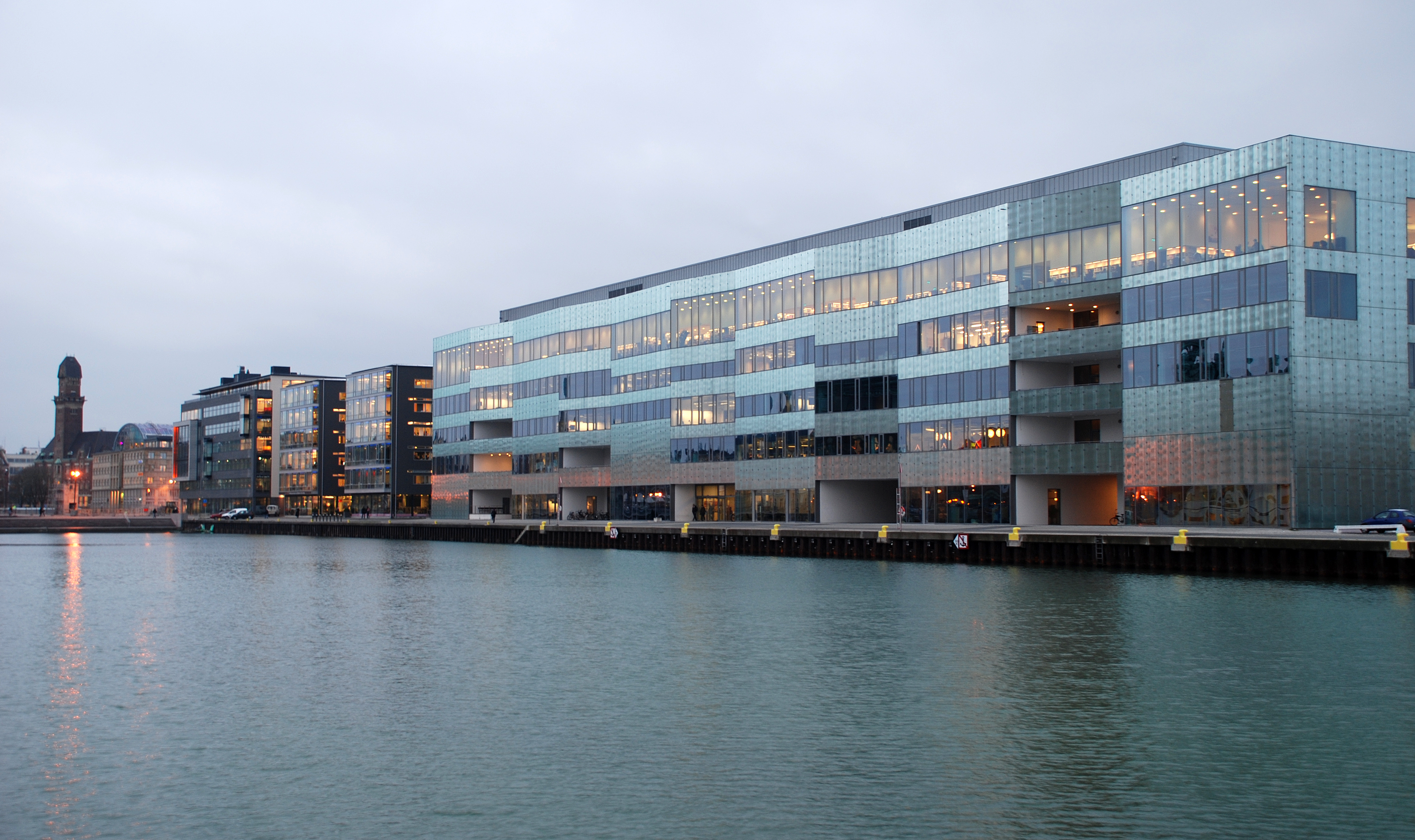
Hjälmarekajen med Orkanen

Malmö universitets lärarutbildning, som är lokaliserad på Orkanen, är Sveriges näst största. Den härstammar från Lärarhögskolan i Malmö, som grundades 1960. Idag, 2007, kan man förutom lärarutbildningen läsa rektorsutbildningen, studie- och yrkesvägledarutbildningen, idrottsvetenskapligt program samt en mängd fristående kurser. Lärarutbildningen har idag[när?] cirka 7000 studerande. 2001 organiserades lärarutbildningen om. Man organiserade all grundutbildning, forskning och vidareutbildning i sex kunskapsfält:
- Barn-unga-samhälle
- Individ-samhälle
- Idrottsvetenskap
- Natur-miljö-samhälle
- Kultur-språk-medier
- Skolutveckling och ledarskap

Studenterna skapar idag sin utbildning genom att själva välja ett huvudämne och ett eller flera sidoämnen. Innan den här förvandlingen bedrevs forskning i pedagogik endast vid en institution. Den institutionen startades 1962 under namnet pedagogisk-psykologiska institutionen, med rötter från Lunds universitets pedagogiska institution. Därmed startades ett betydande samarbete med Malmö kommun.
Grundutbildningen förändrades radikalt under 1990-talet och början av 2000-talet och idag finns forskning inom alla sex fälten.

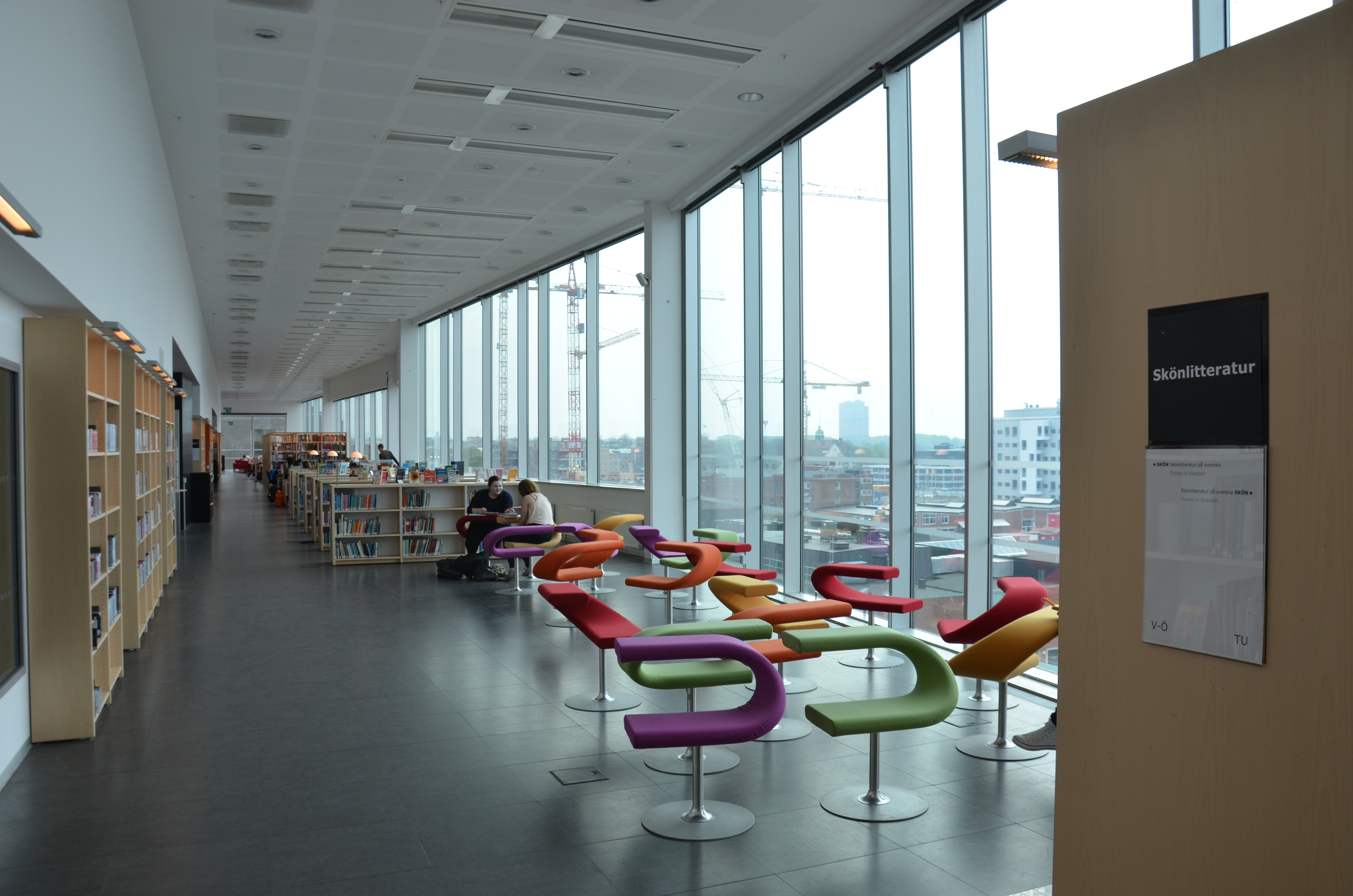
Biblioteket mot söder

## Orkanenbiblioteket
Biblioteket ligger högst upp på plan 5. Med en yta på 7 000 kvadratmeter och med 2 500 hyllmeter böcker blir Orkanenbiblioteket ett av Sveriges största universitetsbibliotek. Det är öppet för allmänheten men riktar sig främst till studenter och lärare på högskolan.